# Isenthal
Isenthal (in der Ortsmundart Isitall) ist eine Einwohnergemeinde im Schweizer Kanton Uri.

## Geographie

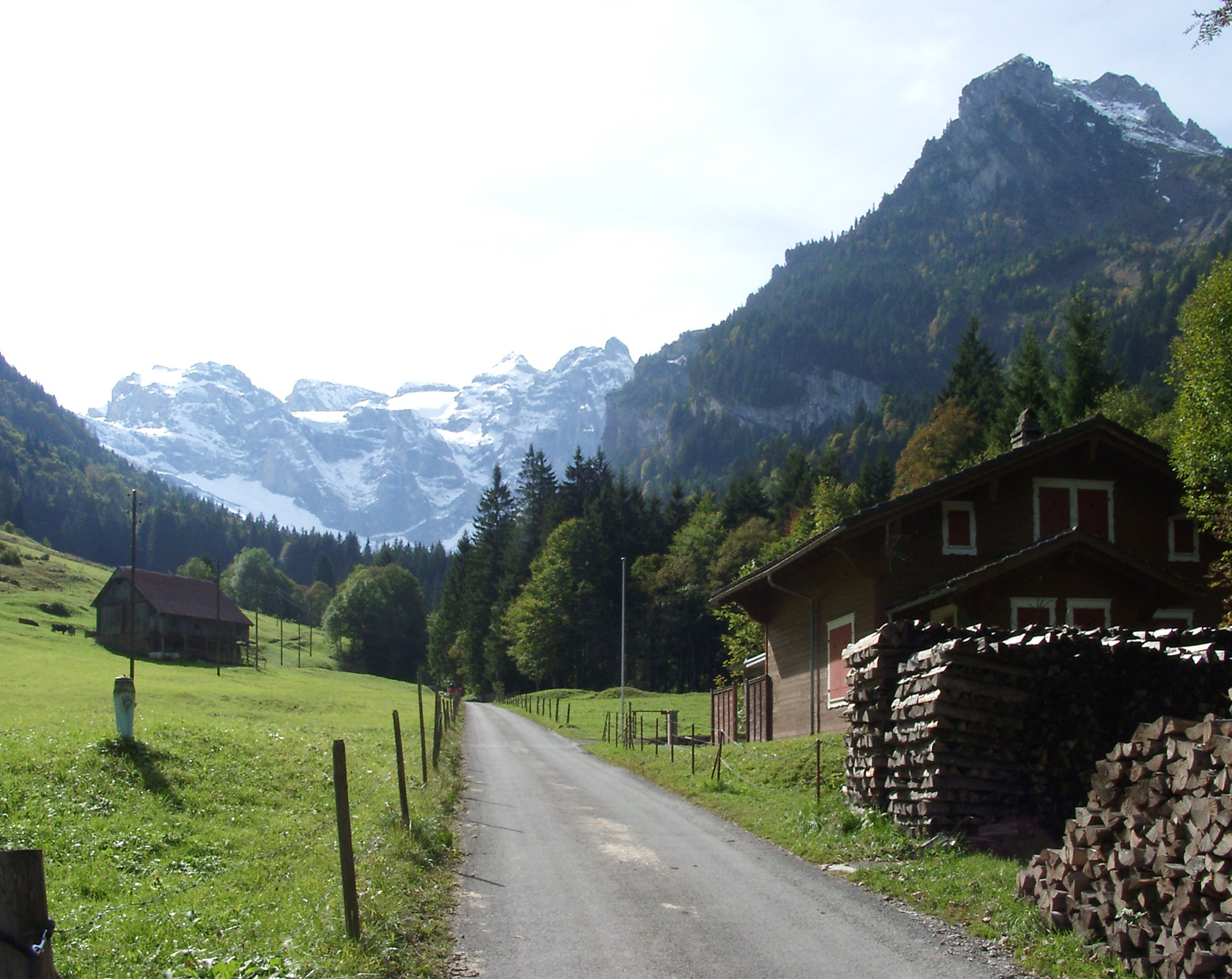
Das Grosstal in der Nähe von St. Jakob

Isenthal liegt an der Westseite des Urnersees in einem abgeschiedenen, waldreichen Seitental, das vom Isentalerbach durchflossen wird, auf ca. 780 m. Umgeben von hohen Bergen liegt das Dorf dort, wo sich das Isental (im Gegensatz zum Dorf ohne h geschrieben) in das Gross- und das Kleintal (Chlital) mit dem Chlitalerbach teilt. Der Isentalerbach fliesst zuletzt durch ein enges Tobel hinunter zum Urnersee.
Von der kleinen Siedlung Isleten, die zur Nachbargemeinde Bauen gehört, am Eingang des Isentals führt eine schmale, kurvenreiche Strasse hoch in das innere Tal zur Dorfsiedlung Isenthal. Die höchstgelegene Ortschaft der Gemeinde Isenthal liegt auf der Alp Gitschenen.
Bloss 35 ha oder 0,6 % der Gemeinde sind Siedlungsfläche. Davon sind 20 ha Gebäude- und 2 ha Industrieareal sowie 12 ha Verkehrsfläche. Umfangreicher ist die Landwirtschaftsfläche mit 1702 ha oder einem Anteil von 27,9 %. Darunter befinden sich grosse Alpgebiete. Diese bedecken eine Fläche von 1352 ha. Dagegen sind nur 350 ha Wies- und Ackerland. Ausserdem sind 1598 ha oder 26,2 % von Wald und Gehölz bedeckt. Unproduktives Gebiet umfasst fast die Hälfte des Gemeindegebiets, genauer 2764 ha oder 45,3 %. Es handelt sich fast ausschliesslich um vegetationslose Flächen (Hochgebirge) oder Gebiete mit unproduktiver Vegetation (hochalpine Vegetation).
Isenthal grenzt im Westen an die Nidwaldner Gemeinde Wolfenschiessen, im Nordwesten ans nidwaldnerische Beckenried, im Norden an Emmetten (Kanton Nidwalden), Seelisberg, im Osten an den Vierwaldstättersee und an Seedorf und im Süden an Attinghausen und die Obwaldner Gemeinde Engelberg. Am Ruchstock befindet sich ein Dreikantonseck zu den Kantonen Nidwalden und Obwalden ().

## Bevölkerung

### Bevölkerungsentwicklung
In den etwas über hundert Jahren zwischen 1743 und 1850 wuchs die Einwohnerzahl kräftig an (1743–1850: +185,2 %). In den 1850er Jahren gab es dann eine erste Abwanderungswelle (1850–1860: −12,9 %). Doch wurde diese in den darauf folgenden zwei Jahrzehnten mehr als wettgemacht (1860–1880: +36,4 %). Bis 1900 blieb die Zahl der Bewohner stabil. Im ersten Jahrzehnt des 20. Jahrhunderts folgte dann eine weitere Abwanderungswelle (1900–1910: −12,9 %). Nach zehn Jahren ohne Veränderungen setzte zwischen 1920 und 1970 ein neuer kleiner Wachstumsschub ein (1920–1970: +9,6 %). Eine dritte Abwanderungswelle zwischen 1970 und 1990 führte dazu, dass die Einwohnerzahl 1990 gleich hoch war wie 1850. In den 1990er-Jahren kam es zu einer leichten Zuwanderung, doch stagniert die Zahl der Bewohner seit dem Jahr 2000 wieder.
| Jahr | Einwohner |
| ---- | --------- |
| 1743 | 176       |
| 1799 | 360       |
| 1850 | 502       |
| 1860 | 437       |
| 1880 | 596       |
| 1900 | 595       |
| 1910 | 518       |
| 1920 | 520       |
| 1950 | 550       |
| 1970 | 570       |
| 1980 | 535       |
| 1990 | 505       |
| 2000 | 539       |
| 2005 | 538       |
| 2010 | 524       |
| 2015 | 512       |

### Sprachen
Die Bevölkerung spricht eine höchstalemannische Mundart, die Nidwaldner Mundart, da das Tal von Nidwalden her besiedelt wurde. Der Zugang zum Urner Reusstal bestand damals noch nicht. Bei der letzten Volkszählung im Jahr 2000 gaben 99,26 % Deutsch, zwei Personen (0,37 %) Polnisch und eine (0,19 %) Französisch als Hauptsprache an.

### Religionen – Konfessionen
Die Bevölkerung war früher vollumfänglich Mitglied der römisch-katholischen Kirche. Die Konfessionsverhältnisse im Jahr 2000 lassen immer noch die ursprüngliche Struktur erkennen. 532 Personen waren katholisch (98,70 %). Daneben gab es jeweils 0,19 % evangelisch-reformierte Christen und Konfessionslose, also jeweils eine Person. Fünf Personen (0,93 %) machten keine Angaben zu ihrem Glaubensbekenntnis.

### Herkunft – Nationalität
Von den Ende 2005 538 Bewohnern waren 538 (100 %) Schweizer Staatsangehörige. Die wenigen Zugewanderten stammen aus Polen und Sri Lanka. Bei der Volkszählung 2000 waren 538 Personen (99,81 %) Schweizer Bürger, davon besass eine Person die doppelte Staatsbürgerschaft.

### Altersstruktur
Die Gemeinde zählt einen hohen Anteil an jüngeren Bewohnern. Der Anteil der Personen unter 20 Jahren von 34,32 % der Ortsbevölkerung liegt deutlich über dem Anteil der Personen im Seniorenalter (60 Jahre und älter; 19,48 %). Auffallend ist der geringe Anteil der jungen Erwachsenen (20–29 Jahre).
Bei der letzten Volkszählung im Jahr 2000 ergab sich folgende Altersstruktur:
| Alter  | 0–6 Jahre | 7–15 Jahre | 16–19 Jahre | 20–29 Jahre | 30–44 Jahre | 45–59 Jahre | 60–79 Jahre | 80 Jahre und mehr |
| Anzahl | 69        | 88         | 28          | 57          | 111         | 81          | 87          | 18                |
| Anteil | 12,80 %   | 16,33 %    | 5,19 %      | 10,58 %     | 20,59 %     | 15,03 %     | 16,14 %     | 3,34 %            |

## Politik

### Legislative
Die Gemeindeversammlung bildet die Legislative.

### Exekutive
Der siebenköpfige Gemeinderat bildet die Exekutive. Er ist nebenamtlich tätig. Derzeitiger Gemeindepräsident ist Patrick Zurfluh (Stand 2024).

## Wirtschaft
Im Jahr 2005 gab es 47 Landwirtschaftsbetriebe, die 116 Arbeitsstellen anboten. Industrie und Gewerbe beschäftigten in 6 Arbeitsstätten 22, der Dienstleistungsbereich in 17 Betrieben 71 Personen (Beschäftigung auf Vollzeitstellen umgerechnet). Die Volkszählung 2000 ergab 51 Landwirtschafts- und Forstbetriebe mit 117 Beschäftigten. Die Betriebszählung 2001 kam auf 6 Industrie- und Gewerbebetriebe mit 16 und 18 Dienstleistungsunternehmen mit 64 Beschäftigten. Von den im Jahr 2000 242 erwerbstätigen Personen Isenthals arbeiteten 123 (50,83 %) in der eigenen Gemeinde. Insgesamt bot der Ort 152 Menschen Arbeit an, von denen 123 (80,92 %) Einheimische waren.
Die 119 Wegpendler verrichten ihre Arbeit grösstenteils in anderen Gemeinden des Kantons Uri. Darunter 55 Personen in Altdorf, 18 in Schattdorf, je 9 in Erstfeld und Bürglen, 5 in Seedorf, 4 in Attinghausen und 3 in Flüelen. Einziger bedeutender Arbeitsort ausserhalb des Kantons war der Nidwaldner Hauptort Stans mit fünf Personen. Es gab nur 29 Zupendler. Diese kamen hauptsächlich aus Schattdorf (7 Personen), Bürglen (5), Seedorf (4), Altdorf (3), Flüelen (2) und Attinghausen (1).
1955 entstand das Kraftwerk Isenthal, mit dem das im Dorf Isenthal gefasste Wasser in einem Maschinenhaus am Urnersee bei der Ortschaft Bolzbach genutzt wird.

## Ortsname
Erstmals erwähnt wird der Name vor 1280 (genaue Datierung nicht möglich) als Yseltal, ab 1370 setzt sich Isendal durch (letzter Beleg mit l 1407). Der Ortsname bedeutet Tal bei Isleten. Im Vorderglied steckt schweizerdeutsch Īsel ‚Insel‘, von romanisch isla, das aber schon früh als Īsen ‚Eisen‘ umgedeutet wurde.

## Wappen und Fahne
Bis 1901 war Isenthal nur über den Landweg von Seedorf, Bauen und Isleten oder von Nidwalden her zu Fuss erreichbar. Dabei sollen die ersten Bewohner eine Leiter benutzt haben, um die steilen Felsklippen, die sich über dem Urnersee erheben, zu überwinden. Davon zeugt noch heute das Isenthaler Wappen und die Fahne: eine weisse, dreisprossige Leiter auf rotem Grund.

## Geschichte

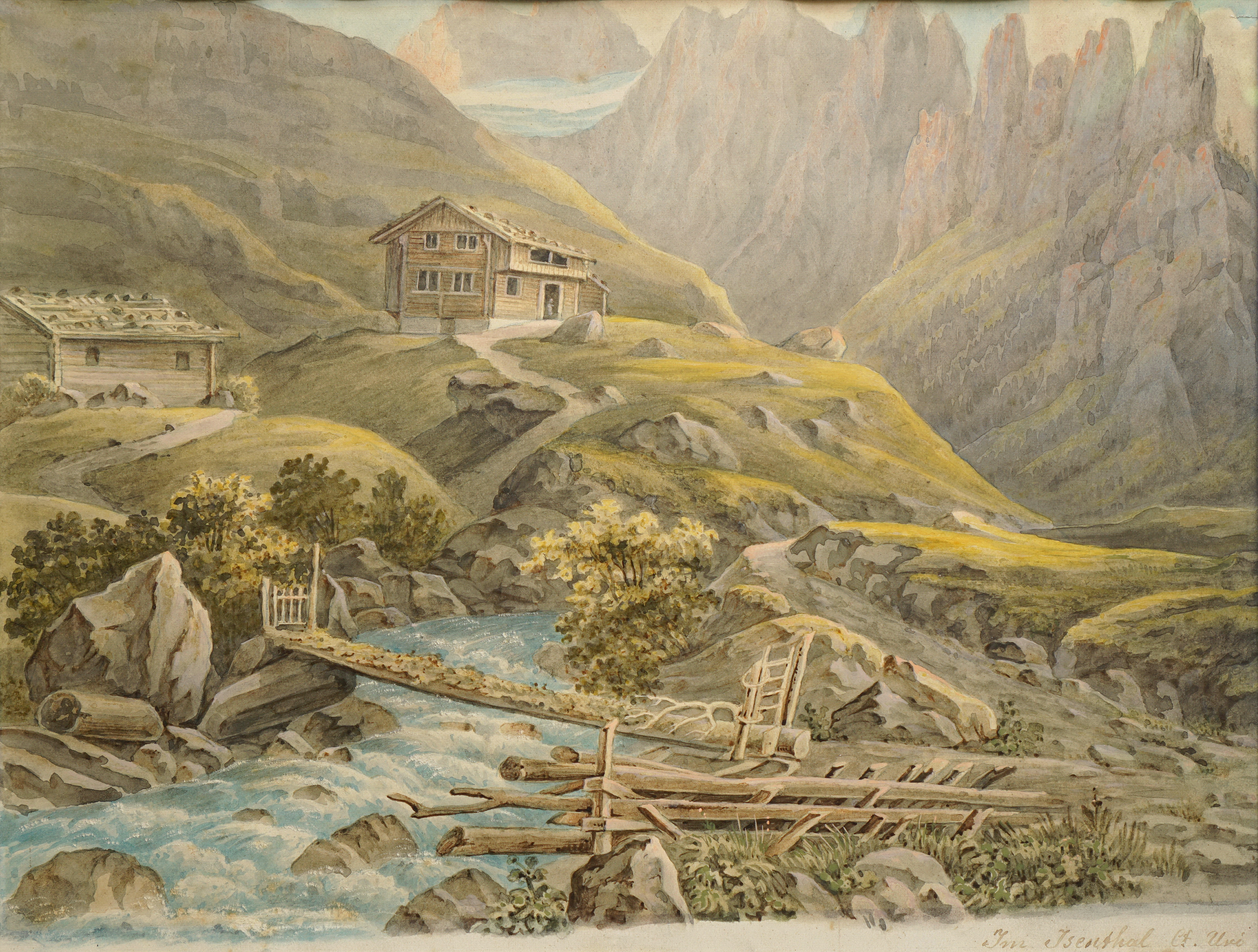
Das Isental um 1880. Aquarell von Heinrich Müller

Flurnamen lassen darauf schliessen, dass Isenthal zwischen dem 5. und 9. Jahrhundert besiedelt worden ist. Die ersten Bewohner waren vermutlich Jäger und Hirten, die auf steilen Pfaden in dieses wilde Hochtal aufgestiegen sind, oder aber von oben her, also von Nidwalden aus, das Tal bevölkert haben.
Wald war seit je her der grösste Bodenreichtum im Isental und bildete zusammen mit Alp- und Viehwirtschaft eine der Haupteinnahmequellen. Einen wirtschaftlichen Aufschwung erlebte Isenthal um die Wende des 16./17. Jahrhunderts, als Hans Jakob Madran im Kleintal mit der Eisenerzgewinnung begann. Zur Geschichte des Industriestandortes Isleten siehe dort.
1901 wurde die Strasse Isleten–Isenthal erstellt. Die Verbindung zum übrigen Kantonsteil erfolgte damals über den Seeweg von Isleten aus. Durch den Bau der Strasse Isleten–Seedorf 1951 konnte Isenthal erstmals auf dem Landweg mit Fahrzeugen erreicht werden.
Patengemeinden von Isenthal sind die Gemeinde Hergiswil und die Stadt Zug.

## Kultur
Isenthal war 1988 Schauplatz der Dreharbeiten zum Kinofilm Gekauftes Glück von Urs Odermatt.
Seit 2016 gibt es in Isenthal einen «Mundartweg», der unter anderem mit Hilfe von Felix Aschwanden eröffnet werden konnte.

## Sehenswürdigkeiten
1820 wurde in Isenthal der letzte im Kanton Uri umherstreifende Bär geschossen. Zwei Bärenpranken hingen als Trophäen vor dem Haus des damaligen Schützen, heute sind sie gegenüber der Post ausgestellt. Touristen erfahren auf dem «Isenthaler Bärenweg» alles über die erfolgreiche Jagd.

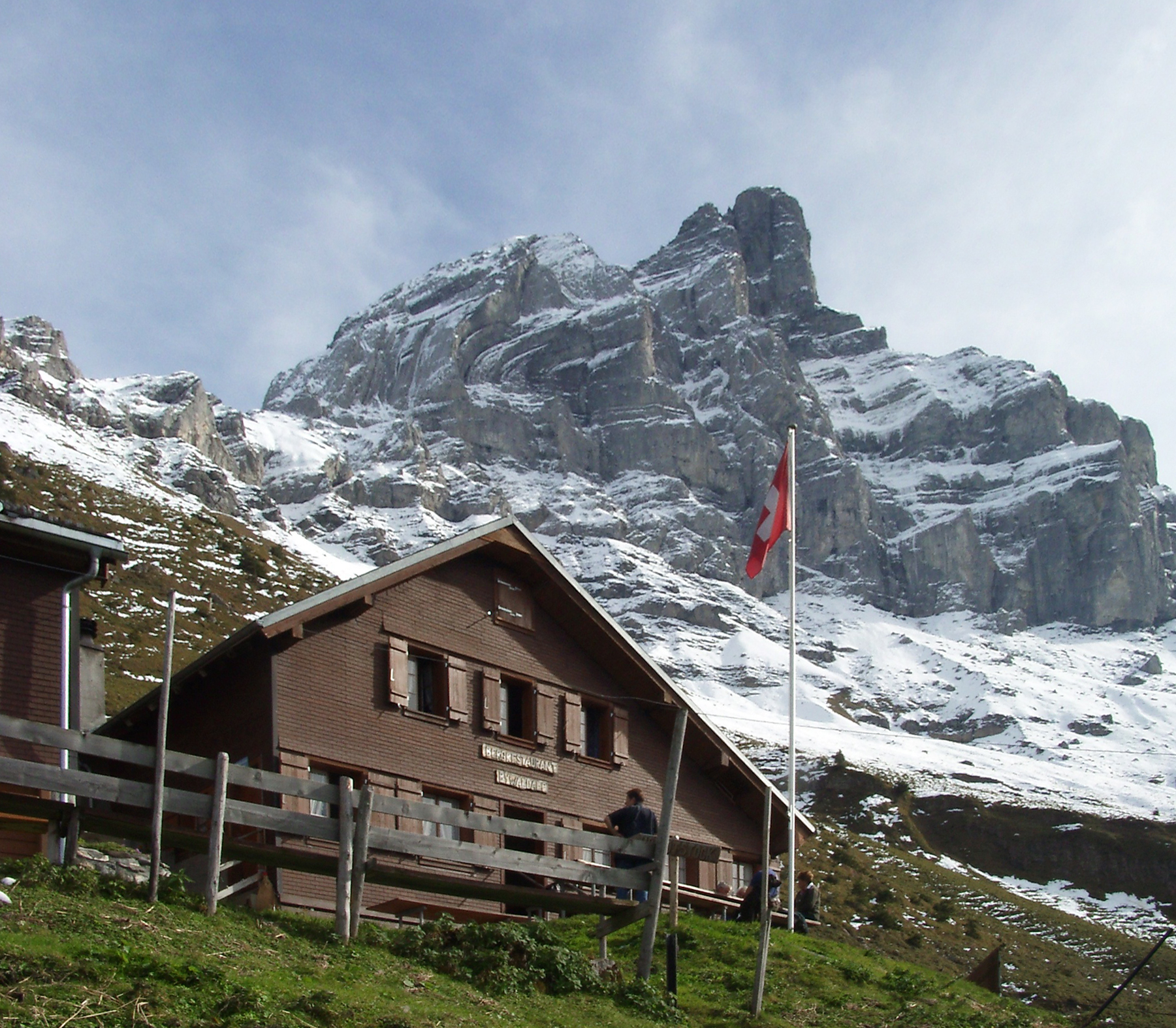
Berggasthof Biwaldalp am Bergwanderweg hinauf zum Uri-Rotstock

## Ausflüge
Isenthal ist Ausgangspunkt vieler Wanderungen und Bergbesteigungen. Eine der attraktivsten Bergtouren führt auf den markanten Uri Rotstock (2928 m ü. M.). Vom Gipfel aus hat man eine prächtige Rundsicht auf Alpen und Voralpen.